# Dépôt de Veynes

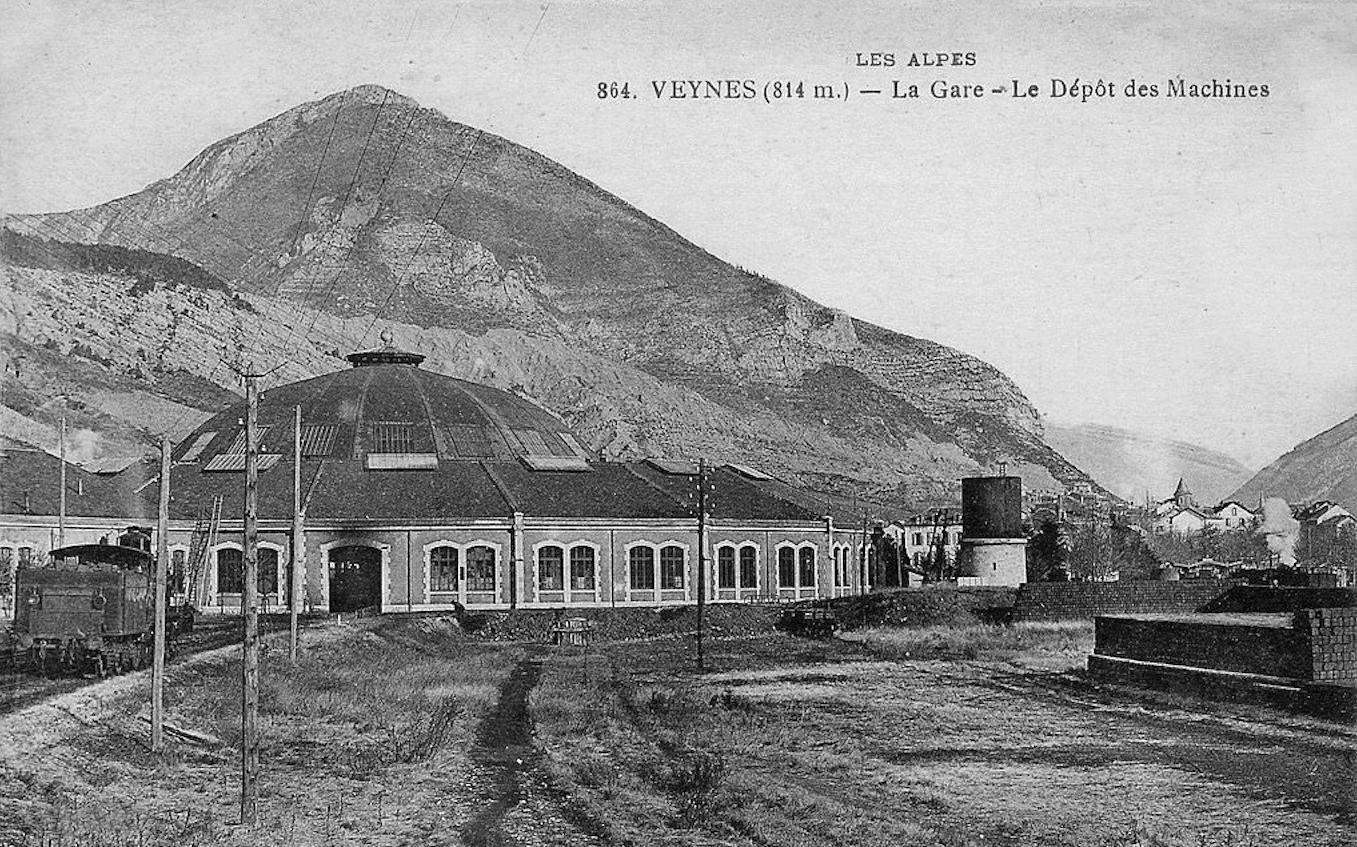
Rotonde du dépôt PLM de Veynes (vers 1900).

Le dépôt de Veynes est un ancien dépôt de locomotives créé en 1885 par la Compagnie des chemins de fer de Paris à Lyon et à la Méditerranée (PLM). Il est situé sur le territoire de la commune de Veynes dans le département des Hautes-Alpes, en région Provence-Alpes-Côte d'Azur (PACA).
Dévolu à la Société nationale des chemins de fer français (SNCF) lors de sa création en 1937, il est fermé par celle-ci dans les années 1960. Sa rotonde est détruite en 1971.

## Situation ferroviaire
Établi à 814 mètres, le dépôt de Veynes est situé à côté de la gare de Veynes - Dévoluy, mais est desservi par un embranchement situé en amont de la gare, à proximité du point kilométrique (PK) 239 de la ligne de Lyon-Perrache à Marseille-Saint-Charles (via Grenoble), par accès direct en sens impair, donc avec rebroussement pour les engins venant de la gare voyageurs.

## Histoire

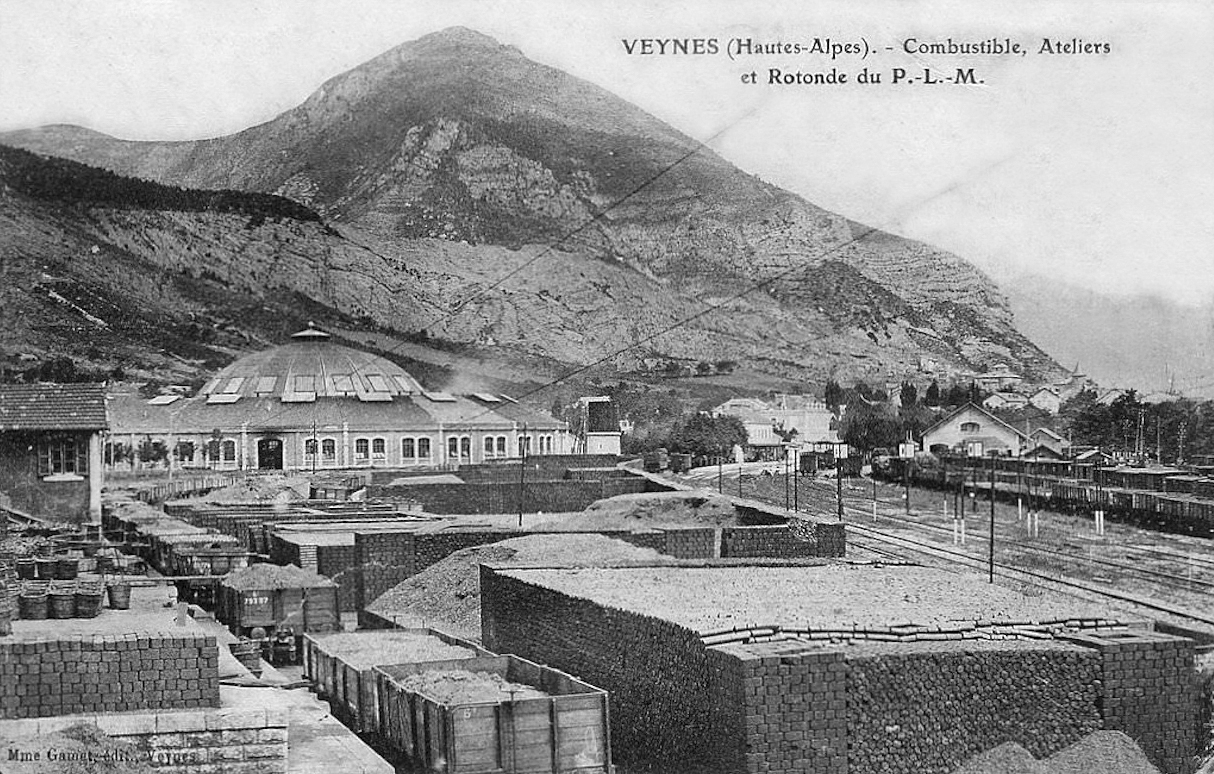
La rotonde et des installations du dépôt. À droite les voies du triage de la gare.

Le dépôt de Veynes est mis en service en avril 1885 par la Compagnie des chemins de fer de Paris à Lyon et à la Méditerranée (PLM).
L'inauguration officielle de la rotonde a lieu le 1er octobre 1885. Réalisée en acier riveté, elle dispose d'une surface couverte de 6 320 m2 avec 36 voies, permettant le garage de 54 locomotives. Au centre, elle dispose d'une plaque tournante de 21 mètres de diamètre.
À son maximum, le dépôt eut à gérer « jusqu'à cent locomotives » et le nombre de cheminots employés sur ses différents sites, situés sur la commune, était d'environ cinq cents.
Les dernières locomotives à vapeur du dépôt sont radiées le 5 février 1965.
La rotonde complète est détruite à la dynamite le 6 novembre 1971. Seul subsiste le pont tournant.

## Matériel roulant affecté au dépôt
- Locomotives à vapeur 030A (de 1922 à 1924 et de 1927 à 1937)
- Locomotives à vapeur 030TB (de 1924 à 1961) et 030TU (de 1962 à 1965)
- Locomotives à vapeur 031A (de 1925 à 1928)
- Locomotives à vapeur 040A (de 1885 à 1941 et de 1944 à 1945) et 040C (de 1908 à 1911, de 1920 à 1922 et de 1941 à 1944)
- Locomotives à vapeur 140A (de 1924 à 1950) et 140J (de 1942 à 1943)
- Locomotives à vapeur 141C (de 1948 à 1952), 141D (de 1948 à 1954), 141E (de 1948 à 1963) et 141F (de 1955 à 1964)
- Locomotives à vapeur 220B (de 1921 à 1923)
- Locomotives à vapeur 230A (de 1907 à 1924 et de 1929 à 1945) et 230B (en 1944)
- Locomotives à vapeur 240A (de 1930 à 1937)
- Locomotives à vapeur 242DT (de 1934 à 1949)

## Locomotives de passage

### Locomotives à vapeur
- Locomotives 242 CT et 242 DT
- Locomotives 141C, 141E et 141F
- Locomotives 141 R

### Locomotives diesel
- Locomotives BB 63500
- Locomotives BB 66000
- Locomotives BB 67000, BB 67300 et BB 67400
- Locomotives CC 72000
- Locomotives BB 75000
- Locomotives BB 66900 (pour des essais)
- Locomotives A1AA1A 68000 (pour des essais)
- Locomotives CC 70000 (pour des essais)

### Automoteurs et Autorails
- Autorails Micheline type 21
- Autorails Somua AL12
- Autorails X 2400
- Autorails RGP-1 X 2720
- Autorails X 2800
- Autorails Picasso X 3800
- Autorails Panoramiques X 4200
- Autorails EAD X 4500 et X 4900
- Autorails Decauville X 52000 et X 52100
- Automoteurs X TER X 72500
- Autorails A TER X 73500
- Automoteurs AGC X 76500, B 81500 et B 82500
- Autorail Budd X 2051
- Autorails  X 5500 (pour des essais)
- Autorails X 2100 et X 2200 (pour des essais)
- Turbotrain TGV 001 (pour des essais)
- Turbotrains ETG et RTG (pour des essais)